# Herbert Eimert
Herbert Eimert, född den 8 april 1897 i Bad Kreuznach, Tyskland, död den 15 december 1972 i Düsseldorf, var en tysk musikforskare, -kritiker och kompositör.

## Biografi
Eimert studerade musikteori och komposition åren 1919 - 24 vid Kölns Musikhögskola med Hermann Abendroth, Franz Bolsche och August von Othegraven. År 1924, samtidigt med sin examen, publicerade han Atonale Musiklehre (atonal musikteorrtisk text) som tillsammans med en tolv-tons stråkkvartett, komponerad som examensarbete, vilket ledde till en dispyt med Bolsche som tog bort kvartetten från programmet och avvisade Eimert från hans kompositionsklass.
År 1924 började han studier i musikvetenskap vid universitetet i Köln med Ernst Bücken, Willi Kahl och Georg Kinsky, och läsa filosofi under Max Scheler (en elev till Husserl) och Nicolai Hartmann. Han disputerade 1931 med en avhandling med titeln Musikalische Formstrukturen im 17. und 18. Jahrhundert. Versuch einer Formbeschreibung.
Från 1927 till 1933 var han anställd vid Kölns Radio och skrev för musiktidningar som Melos och Neue Zeitschrift für Musik. År 1930 blev han musikkritiker för Kölner Stadtanzeiger och från 1935 till 1945 arbetade som redaktör på Kölnischen Zeitung.
Efter andra världskriget blev Eimert 1945 den första avlönade anställde i Köln Radio (NWDR), som administrerades av de brittiska ockupationsstyrkorna. År 1947 tog han över NWDR:s avdelning för kulturvetenskaplig rapportering, och 1948 blev han chef för Musikalische Nachtprogramme, en position han innehade fram till 1966. År 1951, övertalade och Werner Meyer-Eppler direktören för NWDR, Hanns Hartmann, till att skapa en studio för elektronisk musik, vilken Eimert ledde till 1962. Detta blev den mest inflytelserika studion i världen under 1950- och 60-talen.
År 1950 publicerade han Lehrbuch zur Zwölftonmusik, som blev en av de mest kända introduktionstexterna om Schoenbergiansk tolvtonsteknik och översattes till italienska, spanska och ungerska. Från 1955 till 1962 redigerade han tillsammans med Karlheinz Stockhausen den inflytelserika tidskriften Die Reihe och hans bok Grundlagen der musikalischen Reihentechnik gavs ut 1964. 
Från 1951 till 1957 han föreläst vid Darmstadt International Vacation Courses for New Music. År 1965 blev han professor vid Hochschule für Musik i Köln och ledde sin studio för elektronisk musik fram till 1971. Tillsammans med Hans Ulrich Humpert, hans efterträdare vid den elektroniska studion för Musikhochschule arbetade han på Lexikon der elektronischen Musik. 
Bara kort att han slutfört manuskriptet, avled Eimert den 15 december 1972 i Düsseldorf.

## Kompositioner i urval
- Stråkkvartett (1923-1925)
- Der Weisse Schwan för saxofon, flöjt, och specialtillverkade instrument (1926)
- Kammerkonsert för fem instrument (1926)
- Svit för kammarorkester (1929)
- Musik för violin och violoncell (1931)
- Variationer för piano (1943)
- Trio för violin, viola och cello (1944)
- Blåsarmusik (1947)
- Andra stråkkvartetten(1939)
- Fyra stycken (tillsammans med Robert Beyer) (1953)
- Struktur 8 elektronisk musik (1953)
- Glockenspiel, elektronisk musik (1953)
- Etude über Tongemische, elektronisk musik (1954)
- Fem stycken, elektronisk musik (1956)
- Zu Ehren von Igor Strawinsky (1957)
- Selektion I (1960)
- Epitaph für Aikichi Kuboyama, för högtalare och elektroniskt omvandlade röstljud (1962)
- Sex studier, elektronisk musik (1962)